# Anne Pratt

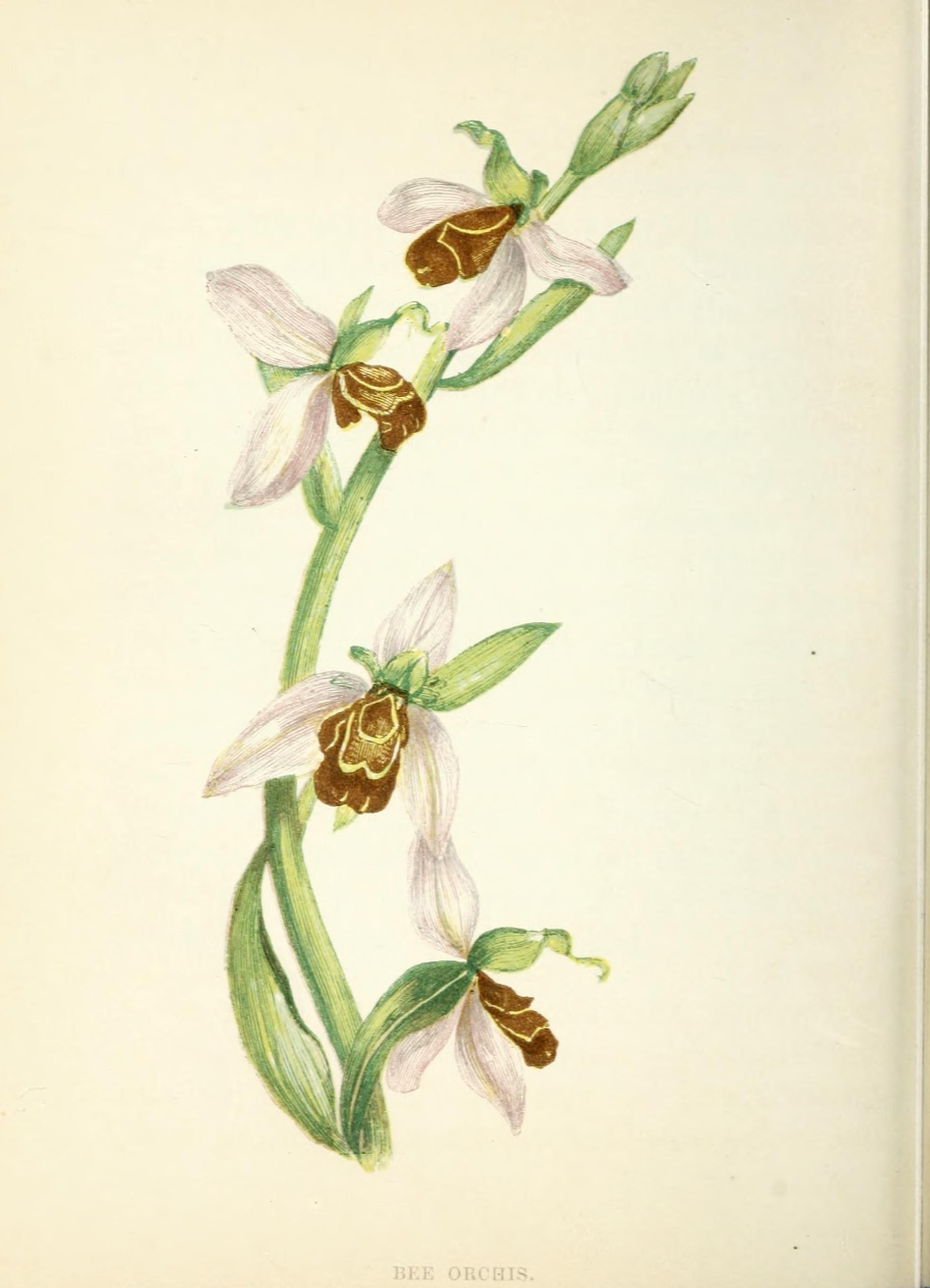
Uma orquídea pintada por Anne Pratt

Anne Pratt  (Stroud, 5 de Dezembro de 1806 - Londres, 1893) foi uma ilustradora botânica inglesa. Foi uma das ilustradoras botânicas mais conhecidas da era vitoriana.

## Biografia
Anne Pratt foi a segunda das três filhas de Robert Prat (1777-1819) e de Sara Bundock (1780–1845). Devido a uma saúde frágil e a problemas num joelho, Anne passou grande parte da sua adolescência em casa, sendo incentivada a ocupar o seu tempo a desenhar. Anne Pratt escreveu mais de 20 livros, que ilustrou com litografia colorida (cromolitografia).
Anne Pratt estudou em Eastgate House, Rochester, Kent, onde tomou conhecimento da botânica através do Dr. Dods, um amigo da família. Muda-se para Brixton, em Londres, em 1826, onde desenvolve a sua carreira de ilustradora. Em 1849, Anne fixa a sua residência em Dover; e, em 1866, em East Grinstead, onde casa com John Pearless. Mudam-se depois, para Redhill.
Anne Pratt morre em 1893, em Shepherd's Bush, Londres.

## Obras
- The field, the garden, and the woodland (1838)
- The Pictorial Catechism of Botany. Suttaby and Co, London, (1842)
- The Garden Flowers of The Year, Religious Tract Society 1846
- Wild Flowers of The Year, Religious Tract Society (1846)
- The Language of Flowers the Associations of Flowers Popular Tales of Flowers, with Thomas Miller, Simpkin & Co Limited, Londres (1846)
- The ferns of Great Britain (1850)
- Chapters on Common Things of the Sea-side, S.P.C.K. (1850)
- Wild Flowers (1852), 2 volumes)
- Poisonous, Noxious, and Suspected Plants, of our Fields and Woods (1857)
- Our Native Songsters, SPCK, (1857)
- The flowering plants, grasses, sedges, and ferns of Great Britain and their allies the club mosses, pepperworts, and horsetails (1855-1866, 5 volumes). Em 1873, foi acrescentado um sexto volume.
- Haunts of the Wild Flowers. Routledge, Warne and Routledge (1863)